# 香港維基媒體協會
香港維基媒體協會（英語：Wikimedia Hong Kong，簡寫），以下簡稱為協會，是香港維基媒體使用者自行組織的地區組織，於2007年7月14日正式成立並於同日舉行成立典禮，並於同年9月18日向香港特區政府公司註冊處註冊，翌年3月1日獲維基媒體基金會正式承認。因未能提供相關報告，自2017年2月1日起，香港維基媒體協會已不是維基媒體基金會的附屬機構及地方分會。據公司註冊處紀錄，香港維基媒體協會已於2017年解散。

## 宗旨及使命
香港維基媒體協會目標會員為所有擁有香港居留權的維基人。
1. 促進維基媒體的發展
2. 對外推廣維基媒體的應用
3. 宣揚維基文化予香港的各界人士
4. 鼓勵自由創作（自由文化）
5. 提倡正當地使用知識產權
6. 促進各類學術知識的交換和傳播

## 历史

### 成立背景

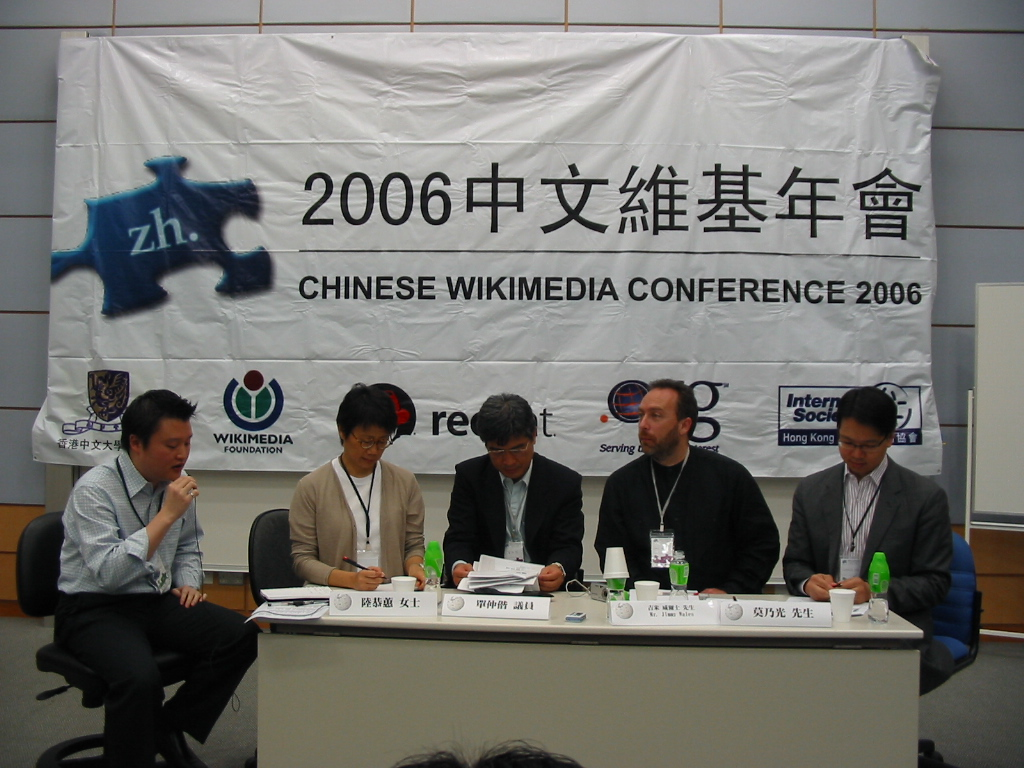
2006年中文維基年會

香港被中文維基社群選為2006中文維基年會舉辦城市，为了筹办2006中文維基年會，中文維基年會籌備委員會成立了香港工作小組。籌備期間，香港工作小組組員提出香港需成立一個維基社團，以有助于籌備工作中遇到的障礙的解决，如通訊地址、以社團身份募捐等。同时，成立社團可方便相关聯誼及推廣活動在香港举行。

### 确定名稱
2006年4月底举行了社團名稱投票。香港維基人參考過各地維基媒體地區組織的命名規則後（例如中華民國維基媒體協會），考慮提名與各地定名方法相似的組織名稱，2006年5月13日，「香港維基媒體協會」作为唯一被提名的候選名稱自動當選社团名称。

### 籌備工作
2006中文維基年會後，香港維基人经过几次聚會討論，同时見到其他地區的社群漸成雛型，於2006年9月16日召集了籌備委員會第一次會議，香港維基媒體協會籌備委員會随之成立。.而籌備委員會有17名委員。籌備委員會共举行了25次会议。2006年12月30日籌備委員會举行第七次會議，審定第一屆理事會的產生辦法，并决定在成立選舉事務委員會（簡稱「選委會」）并委任了委员。同日召集選委會之第一次會議。選委會由5名委員组成，承担第一屆香港維基媒體協會理事會的選舉工作。選委會截至2007年1月13日共舉行了2次會議。
2007年7月13日，會章的草擬工作及成立典禮的筹备工作逐一完成。籌備委員會完成其工作任務。

### 成立典礼

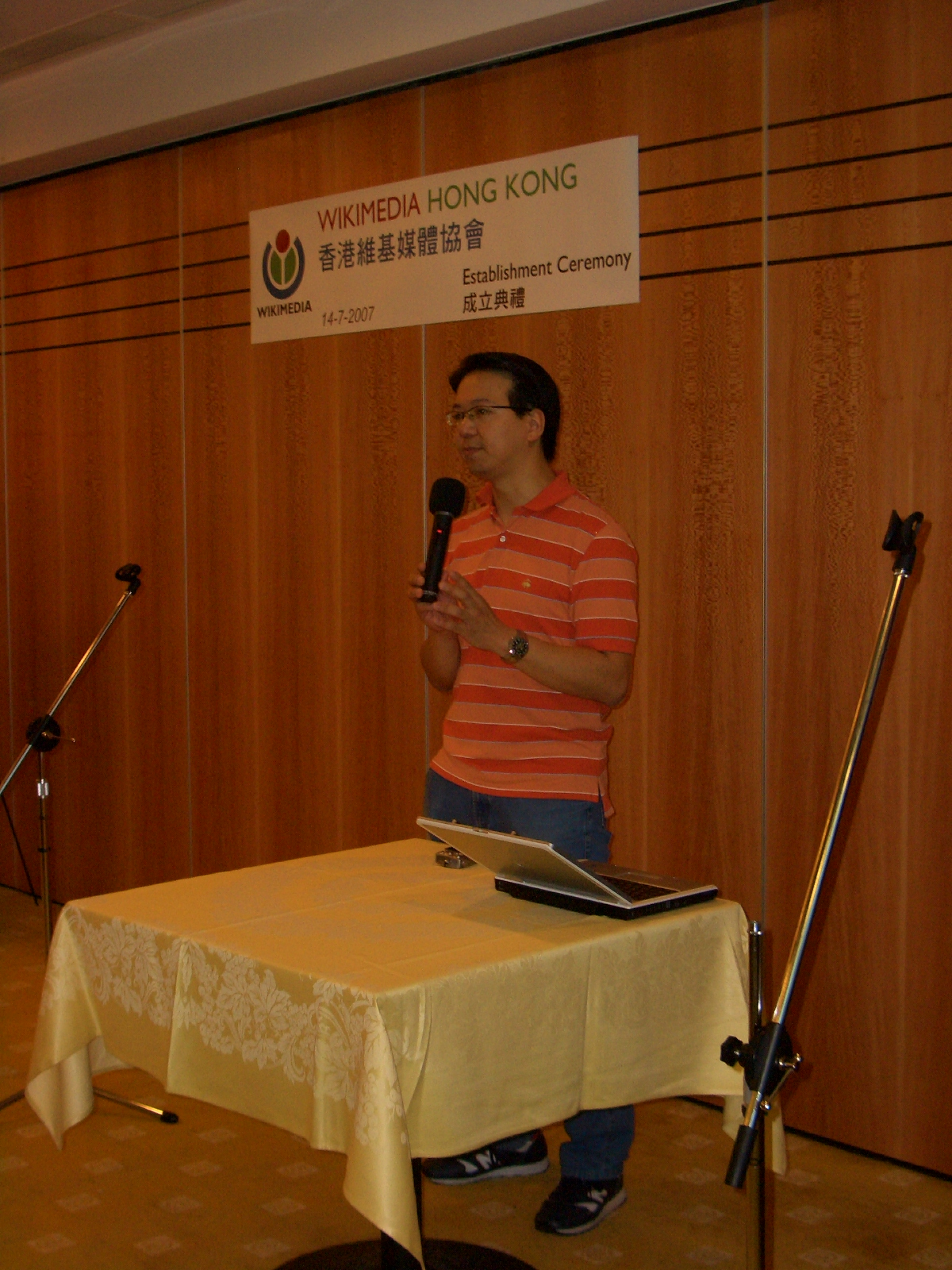
莫乃光在成立典禮進行演講

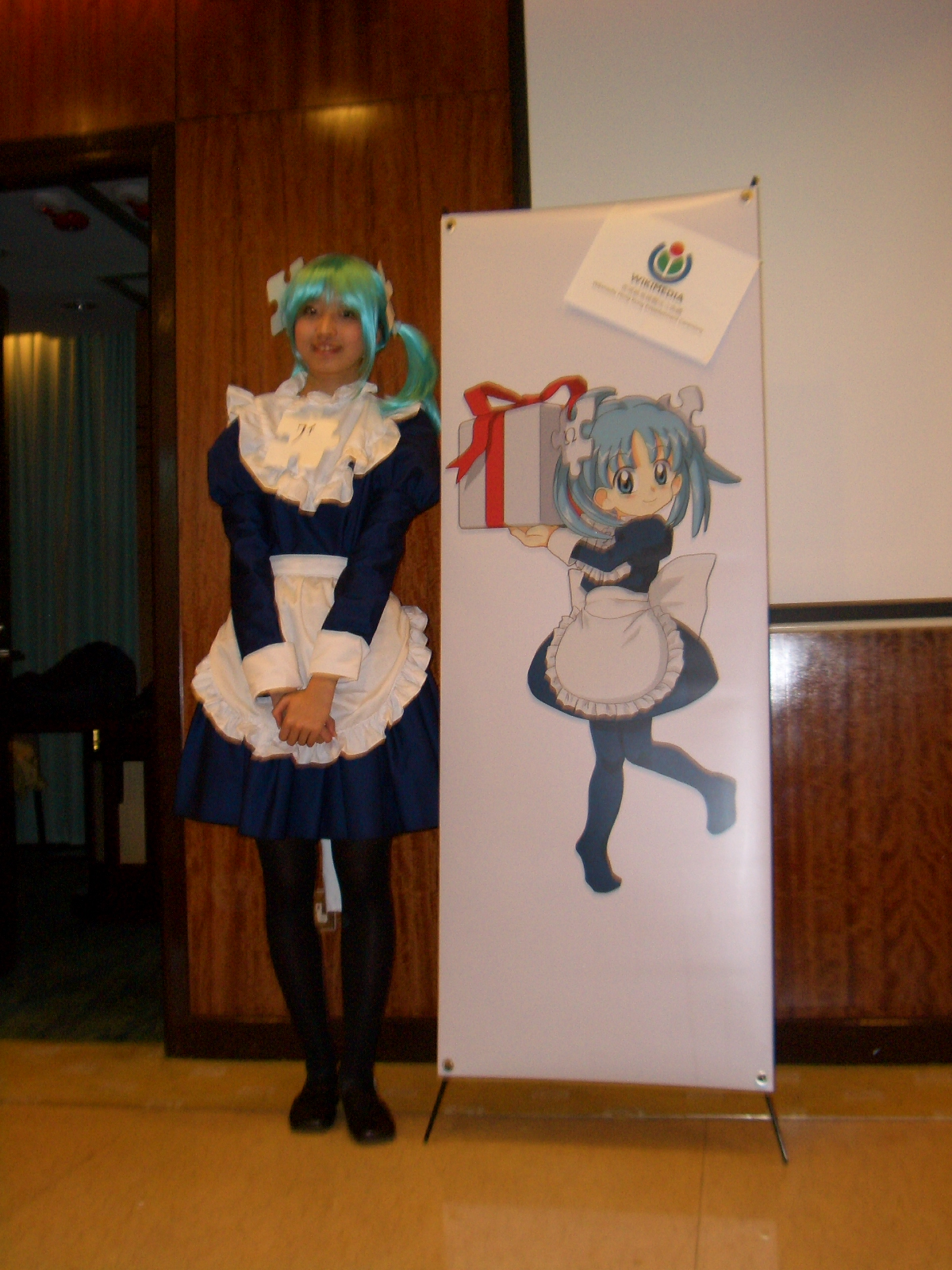
向映晴於香港維基媒體協會成立典禮會場Cosplay，扮演維基娘

2007年7月14日在香港城市大學康樂樓9樓之城峰閣餐廳舉行成立典禮儀式。立法會議員（資訊科技界）單仲偕、香港互聯網協會主席莫乃光和香港大學助理教授麦康瑞（英語：Rebecca MacKinnon）等社會知名人士應邀出席作主禮嘉賓；此外，大會亦邀請了ACG愛好者向映晴Cosplay扮演維基娘以推廣該次典禮活動。为了慶祝協會的成立，参加典禮的維基人一同进行晚餐，并进行交流。

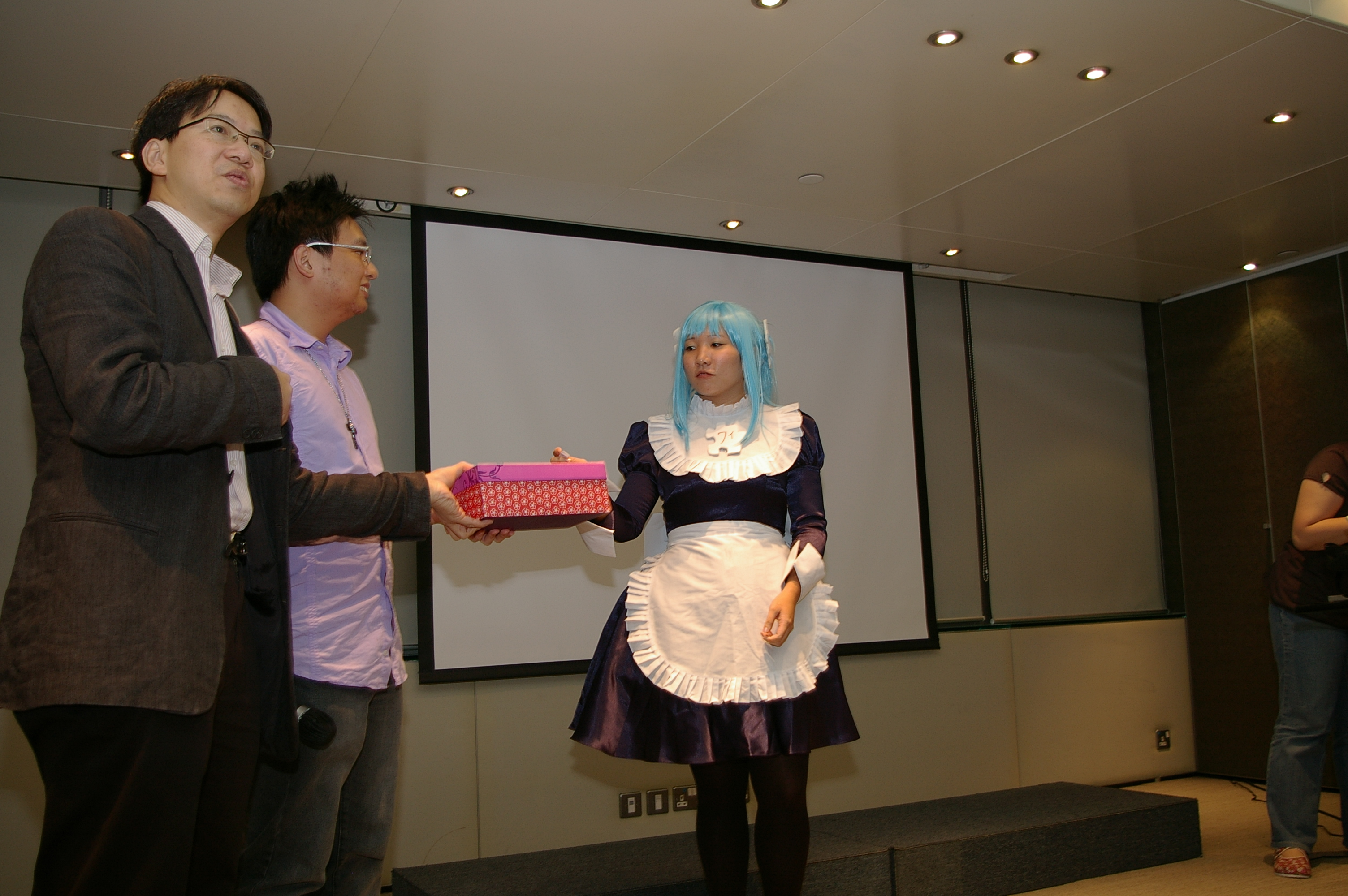
戴雅秀 於香港維基媒體協會兩周年節目會場Cosplay，扮演維基娘

## 外部連結
- 香港維基媒體協會
- 香港維基媒體協會成立典禮
- 民意調查籌備委員會之民意調查
- Wikipedia:香港維基媒體協會